# Тамийа
Тамийа (tamiya, ta’amiya, масри طعمية ṭaʿmiyya) — блюдо из фасоли, распространённое в Египте, Тунисе и других странах Северной Африки. Напоминает фалафель, вероятно, является его прародителем.

## Этимология
Слово ta’amiya (масри طعمية ṭaʿmiyya) происходит от миниатюрной формы арабского слова ṭaʿām (طعام, «еда»); корень в данном случае указывает нечто, касающееся вкуса и едыṬ-ʕ-M (ط ع م), а слово означает «маленький кусочек пищи» или «маленький вкусный предмет».

## История
Тамийа называют египетским фалафелем.
Корни тамийа уходят в древний Египет. Позднее рецепт тамийа был немного видоизменён: вместо фасоли стали применять нут. На протяжении веков блюдо приобретало более деликатную структуру, а нут с более мягким вкусом часто заменял часть фасоли или её всю. Начиная с 1950-х годов йеменские иммигранты в Израиле занялись созданием фалафеля, используя версию нута, распространенную в Леванте, и превратили это древнее угощение в израильскую национальную еду. Оладьи или шарики обычно подавались в лаваше с салатом и сопровождались тахиной и z’chug (соус чили). Сегодня эти пряные крокеты, ближневосточный эквивалент фаст-фуда, продаются уличными торговцами и в заведениях общепита по всему региону.

## Приготовление
Фасоль замачивается в воде на несколько часов или на ночь, растирается с поджаренным луком, чесноком, кинзой или укропом, красным перцем. Приправляется тмином, солью. Также в него можно добавить яйцо. Формируется в оладьи или шарики величиной с грецкий орех, обваливается в семенах кунжута и обжаривается. Подаётся с лавашом, помидорами, луком и пастой тахини.